# Antônio Francisco de Medeiros
Antônio Francisco de Medeiros (Desterro — ?) foi um político brasileiro.

Filho de Antônio Francisco de Sousa e de Isabel Francisca de Medeiros.
Foi deputado à Assembleia Legislativa Provincial de Santa Catarina na 14ª legislatura (1862 — 1863).